# Mister International 2008
Ne doit pas être confondu avec Manhunt International 2008.
Mister International 2008 fut la troisième édition du concours mondial de beauté masculine Mister International. Le concours se déroula le 24 novembre 2008 à Tainan, en République de Chine (Taïwan). Parmi les 30 candidats qui se sont présentés à cette élection (contre 17 l’année précédente), ce fut Ngô Tiến Đoàn du Viêt Nam qui succéda au Brésilien Alan Bianco Martini. Le top 15 apparaît pour la première fois dans ce concours.

## Résultats

### Classement
| Place                     | Candidat |
| ------------------------- | --- |
| Mister International 2008 | - Viêt Nam – Ngô Tiến Đoàn |
| 1er dauphin               | - Liban – Mohamad Chamseddine |
| 2e dauphin                | - Chine – Zhang Lun Shuo |
| 3e dauphin                | - Croatie – Mihovil Barun |
| 4e dauphin                | - Pays-Bas – Vincent Cleuren |
| Top 10                    | - Belgique – Koen Van de Voorde - Brésil – Marciel Moreno Mendes - Grèce – Dimitris Tsilis - Philippines – Jeff Surio - Venezuela – Marco Antonio Chinea Franco |
| Top 15                    | - Inde – Vikas Mehandroo - Indonésie – Rocky Pramata - Singapour – Ken Lim - Taïwan – Li Chi Hsiang - États-Unis – Ivan Rusilko                                 |

### Récompenses spéciales
| Titre                                             | Candidat                                   |
| ------------------------------------------------- | ------------------------------------------ |
| Mister Photogenic (Photogénique)                  | - Taïwan – Li Chi Hsiang                   |
| Mister Congeniality (Sympathie)                   | - Croatie – Mihovil Barun                  |
| Mister Spirit (Esprit, caractère)                 | - Nigeria – Edgar Chidiebere Chima Ononuju |
| Best National Costume (Meilleur costume national) | - Taïwan – Li Chi Hsiang                   |

## Participants
- Angola – Claudio Furtado
- Belgique – Koen Van de Voorde
- Bolivie – Luis Alberto Martinez Reyes Ortiz
- Brésil – Marciel Moreno Mendes
- Chine – Zhang Lun Shuo
- Corée du Sud – Park Jung Wan
- Croatie – Mihovil Barun
- États-Unis – Ivan Rusilko
- France – Patrick Beck
- Grèce – Dimitris Tsilis
- Honduras – Cesar Quintanilla
- Hong Kong – Yang Jung Hao
- Inde – Vikas Mehandroo
- Indonésie – Rocky Pramata
- Kirghizistan – Azamat Toktakunov
- Lettonie – Endijs Gravlejs
- Liban – Mohamad Chamseddine
- Luxembourg – Gert De Winne
- Macao – Xie Hui
- Malte – Andrei Grech
- Nigeria – Edgar Chidiebere Chima Ononuju
- Pakistan – Ali Asghar
- Pays-Bas – Vincent Cleuren
- Philippines – Jeff Surio
- Singapour – Ken Lim
- Slovénie – Erik Ferfolja
- Sri Lanka – Dinesh Priyankara de Silva
- Taïwan – Li Chi Hsiang
- Venezuela – Marco Antonio Chinea Franco
- Viêt Nam – Ngô Tiến Đoàn